# Bulbophyllum punctatum
Bulbophyllum punctatum es una especie de orquídea epifita  originaria de  	 Brasil. 

## Taxonomía
Bulbophyllum punctatum fue descrita por João Barbosa Rodrigues y publicado en Journal of Botany, British and Foreign 40: 205. 1883.
Etimología
Bulbophyllum: nombre genérico que se refiere a la forma de las hojas que es bulbosa.
punctatum: epíteto latino que significa "con manchas".